# Municipio de Pine Creek (Misuri)
El municipio de Pine Creek (en inglés: Pine Creek Township) es un municipio ubicado en el condado de Ozark en el estado estadounidense de Misuri. En el año 2010 tenía una población de 439 habitantes y una densidad poblacional de 3,57 personas por km².

## Geografía
El municipio de Pine Creek se encuentra ubicado en las coordenadas 36°41′11″N 92°20′49″O / 36.68639, -92.34694. Según la Oficina del Censo de los Estados Unidos, el municipio tiene una superficie total de 123 km², de la cual 122,55 km² corresponden a tierra firme y (0,37 %) 0,45 km² es agua.

## Demografía
Según el censo de 2010, había 439 personas residiendo en el municipio de Pine Creek. La densidad de población era de 3,57 hab./km². De los 439 habitantes, el municipio de Pine Creek estaba compuesto por el 97,95 % blancos, el 0,23 % eran amerindios, el 0,23 % eran asiáticos, el 0,46 % eran de otras razas y el 1,14 % eran de una mezcla de razas. Del total de la población el 4,56 % eran hispanos o latinos de cualquier raza.